# Poxdorf (Baviera)
Poxdorf è un comune tedesco di 1 543 abitanti, situato nel land della Baviera.